# الحنیه
الحنیه (به عربی: الحنیة) یک منطقهٔ مسکونی در لیبی است که در استان جبل‌الاخضر واقع شده‌است. الحنیه ۲٬۹۴۹ نفر جمعیت دارد.